# Anogeissus
Anogeissus  es un género  de plantas con flores en la familia  Combretaceae. Comprende 20 especies descritas y de estas, solo 9 aceptadas.

## Descripción
Es un género de árboles nativo del sur de Asia, península arábiga, y África. Anogeissus latifolia, conocido con el nombre de dhaora, es uno de los más útiles árboles de la India. Sus hojas contienen gran cantidad de tanino y son utilizadas en la India para el curtido. El árbol es también fuente de la goma india, conocida como ghatti gum, que es usada en la impresión del calicó, entre otros usos. A. pendula, conocida como kardhai o  dhok, es común en los bosques caducifolios del oeste de la India donde forma grandes colonias entre las crestas rocosas de Aravalli. A. leiocarpus se encuentra en  África desde el nordeste de  Etiopía a Senegal, y su corteza se usa para producir  Anogelline, una sustancia usada en cosmética. A. dhofarica y A. bentii son endémicos de los bosques del sur de la península arábiga.

## Taxonomía
El género fue descrito por (DC.) Wall. ex Guill., Perr. & A.Rich. y publicado en Florae Senegambiae Tentamen 1: 279. 1832. La especie tipo es: Anogeissus acuminata

## Especies aceptadas
A continuación se brinda un listado de las especies del género Anogeissus aceptadas hasta noviembre de 2013, ordenadas alfabéticamente. Para cada una se indica el nombre binomial seguido del autor, abreviado según las convenciones y usos.
- Anogeissus acuminata (Roxb. ex DC.) Guill.
- Anogeissus bentii Baker
- Anogeissus dhofarica A.J.Scott
- Anogeissus latifolia (Roxb. ex DC.) Wall. ex Bedd.
- Anogeissus leiocarpa (DC.) Guill. & Perr.
- Anogeissus leiocarpus (DC.) Guill. & Perr.
- Anogeissus pendula Edgew.
- Anogeissus rivularis (Gagnep.) O.Lecompte
- Anogeissus sericea Brandis